# Izbornyk
Izbórnyk es un proyecto de biblioteca digital de la literatura ucraniana antigua, también conocida como "Historia de Ucrania de los siglos IX-XVIII. Fuentes primarias e interpretación". Funciona desde el 21 de agosto de 2001.
El proyecto es una colección monumental de obras históricas de Rutenia, Hetmanato cosaco y Ucrania.
El proyecto contiene nueve temas principales: Crónicas, Lingüística, Historia, Literatura ucraniana antigua, Tarás Shevchenko, Ciencia política, Estudios literarios, Gramática y léxico y mapas históricos.

## Obras selectas
- Historia de la Rus
- Códice de Hipacio
- Códice de Laurencio
- Crónica de Néstor
- Crónica de Galitzia y Volinia
- Crónica de Kiev